# Superkislina
Po definiciji so superkisline tiste kisline, ki so bolj kisle od 100% H2SO4. Z drugimi besedami, superkisline so kisline, pri katerih ima proton višji kemijski potencial kot v 100% žvepleni kislini. Superkisline pripravimo s kombinacijo močne Lewisove in Brønstedove kisline.  Najbolj znana in najmočnejša superkislina je fluoroantimonska kislina HSbF6, ki je okvirno 1016 močnejša od čiste žveplene kisline. Pripravimo jo z mešanjem HF in SbF5 v razmerju 1:1. Superkisline se uporabljajo predvsem za pripravo različnih stabilnih karbokationov v organski kemiji.